# Bauhaus-Galan 2021
Die Bauhaus-Galan 2021 war eine Leichtathletik-Veranstaltung, die am 4. Juli im Olympiastadion in der schwedischen Hauptstadt Stockholm stattfand und Teil der Diamond League war. Es war dies das fünfte Meeting dieser Veranstaltungsreihe.

## Ergebnisse

### Männer

#### 100 m
| Platz | Athlet         | Land | Zeit (s) |
| ----- | -------------- | ---- | -------- |
| 1     | Ronnie Baker   | USA  | 10,03    |
| 2     | Marcell Jacobs | ITA  | 10,05    |
| 3     | Chijindu Ujah  | GBR  | 10,10    |
| 4     | Isiah Young    | USA  | 10,13    |
| 5     | Aaron Brown    | CZE  | 10,18    |
| 6     | Jerome Blake   | CAN  | 10,18 PB |
| 7     | Marvin Bracy   | USA  | 10,19    |
| 8     | Henrik Larsson | SWE  | 10,39    |

Wind: −0,8 m/s

#### 400 m
| Platz | Athlet              | Land | Zeit (s) |
| ----- | ------------------- | ---- | -------- |
| 1     | Kirani James        | GRN  | 44,63    |
| 2     | Deon Lendore        | TTO  | 44,73 SB |
| 3     | Liemarvin Bonevacia | NED  | 44,80 SB |
| 4     | Vernon Norwood      | GRN  | 44,83    |
| 5     | Wilbert London      | USA  | 44,86 SB |
| 6     | Isaac Makwala       | BOT  | 45,03    |
| 7     | Alexander Ogando    | DOM  | 47,42    |
| 8     | Emil Johansson      | SWE  | 47,36 SB |

#### 800 m
| Platz | Athlet                       | Land | Zeit (min) |
| ----- | ---------------------------- | ---- | ---------- |
| 1     | Ferguson Cheruiyot Rotich    | KEN  | 1:43,84 SB |
| 2     | Marco Arop                   | CAN  | 1:44,00 PB |
| 3     | Elliot Giles                 | GBR  | 1:44,05 PB |
| 4     | Adrián Ben                   | ESP  | 1:44,18 PB |
| 5     | Isaiah Harris                | USA  | 1:44,51 SB |
| 6     | Amel Tuka                    | BIH  | 1:44,94    |
| 7     | Andreas Kramer               | SWE  | 1:45,05 SB |
| 8     | Jamie Webb                   | GBR  | 1:55,31    |
|       | Patryk Sieradzki (Pacemaker) | POL  | DNF        |

#### 1500 m
| Platz                    | Athlet                  | Land | Zeit (min) |
| ------------------------ | ----------------------- | ---- | ---------- |
| 1                        | Timothy Cheruiyot       | KEN  | 3:32,30    |
| 2                        | Ignacio Fontes          | ESP  | 3:33,27 PB |
| 3                        | Ronald Kwemoi           | KEN  | 3:33,53 SB |
| 4                        | Ronald Musagala         | UGA  | 3:33,99    |
| 5                        | Adam Ali Mousab         | QAT  | 3:34,76    |
| 6                        | Bethwell Birgen         | USA  | 3:34,77    |
| 7                        | Brahim Kaazouzi         | MAR  | 3:35,32    |
| 8                        | Joshua Thompson         | GBR  | 3:37,23    |
| 9                        | Abdirahman Saeed Hassan | QAT  | 3:38,67    |
| 10                       | Emil Danielsson         | SWE  | 3:39,70    |
|                          | Kalle Berglund          | SWE  | DNF        |
| Žan Rudolf (Pacemaker)   | SVN                     | DNF  |            |
| Timothy Sein (Pacemaker) | KEN                     | DNF  |            |

#### 400 m Hürden
| Platz | Athlet            | Land | Zeit (s) |
| ----- | ----------------- | ---- | -------- |
| 1     | Alison dos Santos | BRA  | 47,34 AR |
| 2     | Yasmani Copello   | TUR  | 48,19 SB |
| 3     | Kemar Mowatt      | JAM  | 48,75 SB |
| 4     | Rasmus Mägi       | EST  | 48,81    |
| 5     | Chris McAlister   | GBR  | 49,16 PB |
| 6     | Wilfried Happio   | FRA  | 49,28    |
| 7     | Amere Lattin      | USA  | 49,87    |
|       | Kyron McMaster    | IVB  | DNF      |

#### Stabhochsprung
| Platz | Athlet                 | Land | Weite (m) |
| ----- | ---------------------- | ---- | --------- |
| 1     | Armand Duplantis       | SWE  | 6,02 MR   |
| 2     | Sam Kendricks          | USA  | 5,92 SB   |
| 3     | Renaud Lavillenie      | FRA  | 5,92 =SB  |
| 4     | Ernest Obiena          | PHI  | 5,82      |
| 5     | Piotr Lisek            | POL  | 5,82 =SB  |
| 6     | Christopher Nilsen     | USA  | 5,72      |
| 7     | KC Lightfoot           | USA  | 5,62      |
| 8     | Melker Svärd Jacobsson | SWE  | 5,52      |

#### Weitsprung
| Platz | Athlet                 | Land | Weite (m) |
| ----- | ---------------------- | ---- | --------- |
| 1     | Tajay Gayle            | JAM  | 8,55 =SB  |
| 2     | Juan Miguel Echevarría | CUB  | 8,29      |
| 3     | Thobias Montler        | SWE  | 8,23 PB   |
| 4     | Ruswahl Samaai         | RSA  | 8,01      |
| 5     | Benjamin Gföhler       | SUI  | 7,80      |
| 6     | Serhij Nykyforow       | SWE  | 7,76      |
| 7     | Lester Lescay          | CUB  | 7,61      |
| 8     | Andrzej Kuch           | POL  | 7,57      |

#### Diskuswurf
| Platz | Athlet              | Land | Weite (m) |
| ----- | ------------------- | ---- | --------- |
| 1     | Daniel Ståhl        | SWE  | 68,64     |
| 2     | Kristjan Čeh        | SLO  | 66,62     |
| 3     | Andrius Gudžius     | LTU  | 66,97     |
| 4     | Simon Pettersson    | SWE  | 65,19     |
| 5     | Daniel Jasinski     | GER  | 64,70     |
| 6     | Alex Rose           | SAM  | 64,30     |
| 7     | Fedrick Dacres      | JAM  | 63,57     |
| 8     | Lukas Weißhaidinger | AUT  | 62,59     |

### Frauen

#### 200 m
| Platz | Athletin              | Land | Zeit (s) |
| ----- | --------------------- | ---- | -------- |
| 1     | Shericka Jackson      | JAM  | 22,10    |
| 2     | Marie-Josée Ta Lou    | CIV  | 22,36 SB |
| 3     | Beatrice Masilingi    | NAM  | 22,65 NR |
| 4     | Beth Dobbin           | GBR  | 22,84    |
| 5     | Morolake Akinosun     | USA  | 22,97    |
| 6     | Marije van Hunenstijn | NED  | 23,28 SB |
| 7     | Lisa Lilja            | SWE  | 23,39 SB |
| 8     | Moa Hjelmer           | SWE  | 23,48    |

Wind: −0,4 m/s

#### 800 m
| Platz | Athletin                    | Land | Zeit (min)    |
| ----- | --------------------------- | ---- | ------------- |
| 1     | Rose Mary Almanza           | CUB  | 1:56,28 MR PB |
| 2     | Natoya Goule                | JAM  | 1:56,44 SB    |
| 3     | Kate Grace                  | USA  | 1:57,36 PB    |
| 4     | Keely Hodgkinson            | GBR  | 1:57,51 PB    |
| 5     | Catriona Bisset             | AUS  | 1:59,13       |
| 6     | Lovisa Lindh                | SWE  | 1:59,76 SB    |
| 7     | Hedda Hynne                 | NOR  | 1:59,82 SB    |
| 8     | Worknesh Mesele             | ETH  | 2:02,07       |
|       | Aneta Lemiesz (Pacemakerin) | POL  | DNF           |

#### 400 m Hürden
| Platz | Athletin            | Land | Zeit (s)        |
| ----- | ------------------- | ---- | --------------- |
| 1     | Femke Bol           | NED  | 52,37 NR DLR MR |
| 2     | Shamier Little      | USA  | 52,39 PB        |
| 3     | Hanna Ryschykowa    | UKR  | 52,96 NR        |
| 4     | Janieve Russell     | JAM  | 54,08           |
| 5     | Wiktorija Tkatschuk | UKR  | 54,39 PB        |
| 6     | Leah Nugent         | JAM  | 55,01           |
| 7     | Carolina Krafzik    | GER  | 55,20           |
| 8     | Léa Sprunger        | SUI  | 55,27           |

#### 3000 m Hindernis
| Platz | Athletin                    | Land | Zeit (min)    |
| ----- | --------------------------- | ---- | ------------- |
| 1     | Hyvin Kiyeng                | KEN  | 9:04,34 MR SB |
| 2     | Gesa Felicitas Krause       | GER  | 9:09,13 SB    |
| 3     | Beatrice Chepkoech          | KEN  | 9:10,52 SB    |
| 4     | Purity Kirui                | KEN  | 9:16,91 PB    |
| 5     | Leah Falland                | USA  | 9:16,96 PB    |
| 6     | Rosefline Chepngetich       | KEN  | 9:22,30 SB    |
| 7     | Genevieve Gregson           | AUS  | 9:23,24 SB    |
| 8     | Elena Burkard               | GER  | 9:27,81 PB    |
| 9     | Mel Lawrence                | USA  | 9:30,26       |
| 10    | Aimee Pratt                 | GBR  | 9:39,12       |
| 11    | Agrie Belachew              | ETH  | 9:45,17       |
| 12    | Caroline Högardh            | SWE  | 10:18,71      |
|       | Fancy Cherono (Pacemakerin) | KEN  | DNF           |

#### Hochsprung
| Platz | Athletin              | Land | Höhe (m) |
| ----- | --------------------- | ---- | -------- |
| 1     | Jaroslawa Mahutschich | UKR  | 2,03 WL  |
| 2     | Nicola McDermott      | NZL  | 2,01 AR  |
| 3     | Eleanor Patterson     | AUS  | 1,96 =SB |
| 4     | Iryna Heraschtschenko | UKR  | 1,96 =SB |
| 5     | Karyna Dsjamidsik     | BLR  | 1,93     |
| 5     | Salome Lang           | SUI  | 1,93     |
| 5     | Kamila Lićwinko       | POL  | 1,93     |
| 8     | Erika Kinsey          | SWE  | 1,89     |

#### Weitsprung
| Platz | Athletin                | Land | Weite (m) |
| ----- | ----------------------- | ---- | --------- |
| 1     | Ivana Španović          | SRB  | 6,88 SB   |
| 2     | Malaika Mihambo         | GER  | 7,02 w    |
| 3     | Maryna Bech-Romantschuk | UKR  | 6,79 =SB  |
| 4     | Khaddi Sagnia           | SWE  | 6,72 SB   |
| 5     | Jazmin Sawyers          | GBR  | 6,57      |
| 6     | Polina Lukjanenkowa     | ANA  | 6,55      |
| 7     | Sha'Keela Saunders      | USA  | 6,34      |
|       | Tianna Bartoletta       | USA  | DNS       |

#### Kugelstoßen
| Platz | Athletin            | Land | Weite (m) |
| ----- | ------------------- | ---- | --------- |
| 1     | Valerie Adams       | NZL  | 19,26     |
| 2     | Auriol Dongmo       | PRT  | 19,05     |
| 3     | Magdalyn Ewen       | USA  | 19,04     |
| 4     | Aljona Dubizkaja    | BLR  | 19,03     |
| 5     | Fanny Roos          | SWE  | 18,96     |
| 6     | Chase Ealey         | USA  | 18,65     |
| 7     | Danniel Thomas-Dodd | JAM  | 18,59     |
|       | Christina Schwanitz | GER  | 18,59 SB  |